# 重庆尾孢虫
重庆尾孢虫（学名：Henneguya chongqingensis）为尾孢科尾孢虫属的动物。在中国，分布于四川等，营寄生生活，寄生在鲫的输尿管和膀胱。
其种加词“Chongqingensis”意为“重庆的”。